# Porte d'Eyguières
La porte d'Eyguières des Baux-de-Provence est un édifice situé aux Baux-de-Provence, dans les Bouches-du-Rhône, faisant partie des remparts de la ville.

## Histoire
La porte d'Eyguières, ou porte de l'eau, permet un accès au vallon de la Fontaine. Elle fut la seule entrée du village, jusqu'en 1866. Elle a fait l'objet de plusieurs périodes de travaux, notamment par le Connétable de Montmorency, ou par le prince Grimaldi, au XVIIIe siècle.
L'hôpital est inscrit au titre des monuments historiques, depuis le 23 avril 1979.

## A voir aussi